# Skedsmo
Skedsmo este o comună din provincia Akershus, Norvegia.